# Киласония, Герман Владимирович
Ге́рман Влади́мирович Киласо́ния (4 [17] августа 1913 — 8 октября 1969) — советский офицер, лётчик-штурмовик, участник Великой Отечественной войны, штурман 64-го штурмового авиационного полка 182-й штурмовой авиационной дивизии 1-й воздушной армии 3-го Белорусского фронта. Герой Советского Союза (29.06.1945), майор.

## Биография
Родился в городе Поти Кутаисской губернии (ныне мхаре Самегрело — Земо-Сванети, Грузия) в семье рабочего. По национальности грузин. Окончил 7 классов и рабочий факультет.
В 1935 году призван в ряды Красной Армии. В 1937 году окончил Одесскую школу военных пилотов. В этом же году вступил в члены ВКП(б).
С ноября 1941 года на фронтах Великой Отечественной войны. Участвовал в боях за Москву, за один из успешных вылетов на штурмовку вражеской колонны на Волоколамском шоссе награждён орденом Отечественной войны II степени. В должности штурмана 64-го штурмового авиационного полка майор Киласония закончил войну в Восточной Пруссии. К этому времени им совершено 159 боевых вылетов и уничтожено 6 танков, 30 орудий, 73 автомашины, 5 вагонов, сотни единиц живой силы противника; взорван склад с боеприпасами.
Участник Парада Победы 24 июня 1945 года.
Указом Президиума Верховного Совета СССР от 29 июня 1945 года

за образцовое выполнение боевых заданий Командования на фронте борьбы с немецкими захватчиками и проявленные при этом отвагу и геройство

майору Киласония Герману Владимировичу присвоено звание Героя Советского Союза с вручением ордена Ленина и медали «Золотая Звезда» (№ 7612).
С 1946 года — в запасе. Жил в пгт Гантиади Гагрского горсовета Абхазской АССР, где работал директором дома отдыха.
Скончался 8 октября 1969 года. Похоронен на кладбище посёлка Цандрыпш.

## Награды
- Медаль «Золотая Звезда» Героя Советского Союза (29.06.1945, № 7612).
- Орден Ленина.
- Два ордена Красного Знамени.
- Орден Александра Невского.
- Орден Отечественной войны II степени.
- Медали, в том числе:
  - медаль «За победу над Германией в Великой Отечественной войне 1941—1945 гг.»;
  - юбилейная медаль «Двадцать лет Победы в Великой Отечественной войне 1941—1945 гг.».

## Память
- В пгт Цандрыпш именем Героя названа улица.
- На здании санатория, где он работал, установлена мемориальная доска.
- На могиле Г. В. Киласония установлен памятник.